# Yoda Yoshikata

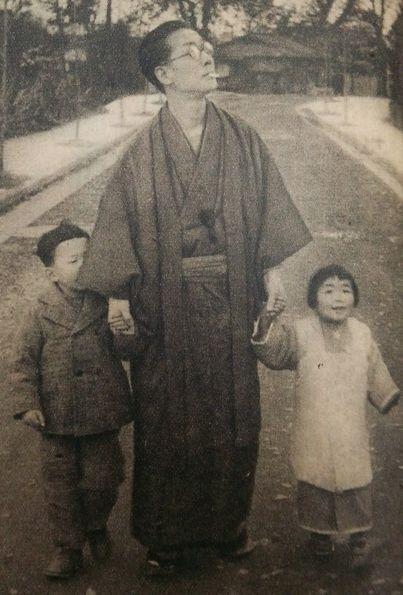
Yoda mit Kindern, 1948

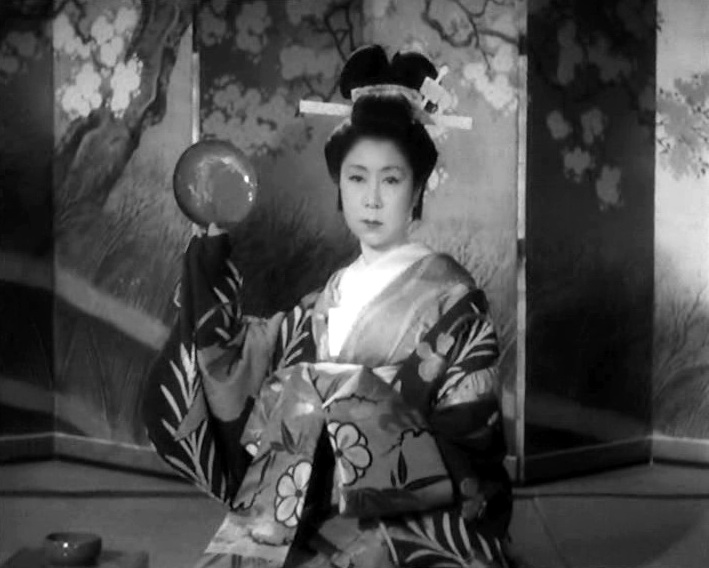
Szene aus „Saikaku Ichidai Onna“

Yoda Yoshikata (japanisch 依田 義賢; geboren 14. April 1909 in Kyōto; gestorben 14. November 1991) war ein japanischer Drehbuchautor.

## Leben und Wirken
Yoda Yoshikata machte 1927 seinen Abschluss an der „Kyōto Daini Commerce School“ (京都第二商学校) und arbeitete für die Sumitomo Bank. Aber schon im folgenden Jahr trat er in die Drehbuchabteilung des Filmunternehmens Nikkatsu ein. 1936, im Alter von 27 Jahren, schrieb er die Drehbücher zu Mizoguchi Kenjis „Naniwa Elegy“ (浪華悲歌) und „Gion no Kyodai“ (祇園の姉妹) – „Die Schwestern von Gion“. Dabei richtet sich sein Blick auf unterdrückte Frauen. Er verfasste insgesamt 130 Drehbücher. Für seine Erinnerungen an Mizuguchi „Mizoguchi Kenji no hito to bungei“ (溝口健二の人と芸術) – „Mizoguchi Kenji, der Mensch und seine Kunst“ wurde er 1965 mit dem Mainichi-Kulturpreis im Fach „Literatur und Kunst“ ausgezeichnet.

## Filmografie (Auswahl)
Weitere Drehbücher für Mizoguchi sind
- „Aienkyō“ (愛怨峡) – „Abgrund der Liebe“ 1937,
- „Zangiku Monogatari“ (残菊物語) – „Erzählung zu Zengiku“ 1939,
- „Naniwa Onna“ (浪花女) – „Frauen aus Naniwa“ 1940,
- „Yoru no onnatachi“ (夜の女たち) – „Frauen der Nacht“ 1948,
- „Saikaku Ichidai Onna“ (西鶴一代女) – englisch „The Life of Oharu“[A 1] 1952,
- „Ugetsu Monogatari“ (雨月物語) 1953 – deutscher Titel „Ugetsu – Erzählungen unter dem Regenmond“,
- „Chikamatsu Monogatari“ (近松物語) 1954 – siehe Wiki-Eintrag „Chikamatsu Monzaemon“.

Für andere Regisseure verfasste er
- „Ibo kyōdai“ (異母兄弟) – „Halbgeschwister“ 1957 nach einem Roman von Tamiya Torahiko unter der Regie von Ieki Miyoji (家城 巳代治; 1911–1976),
- „Niguruma no uta“ (荷車の歌) – „Karren-Lied“ 1959, nach einem Roman von Yamashiro Tomoe, unter der Regie von Yamamoto Satsuo,
- „Bushidō zangoku monogatari“ (武士道残酷物語) – „Bushidō, eine grausame Geschichte“ 1963 unter der Regie von Imai Tadashi.

Für den letztgenannten Film, zu Deutsch „Schwur der Gehorsamkeit“, wurde Yoda auf der 13. Berlinale mit dem „Goldenen Bären“ ausgezeichnet.